# Béguey
Béguey is een gemeente in het Franse departement Gironde (regio Nouvelle-Aquitaine). De plaats maakt deel uit van het arrondissement Langon. Béguey telde op 1 januari 2022 1.257 inwoners.

## Geografie
De oppervlakte van Béguey bedroeg op 1 januari 2022 3,16 vierkante kilometer; de bevolkingsdichtheid was toen 397,8 inwoners per km².

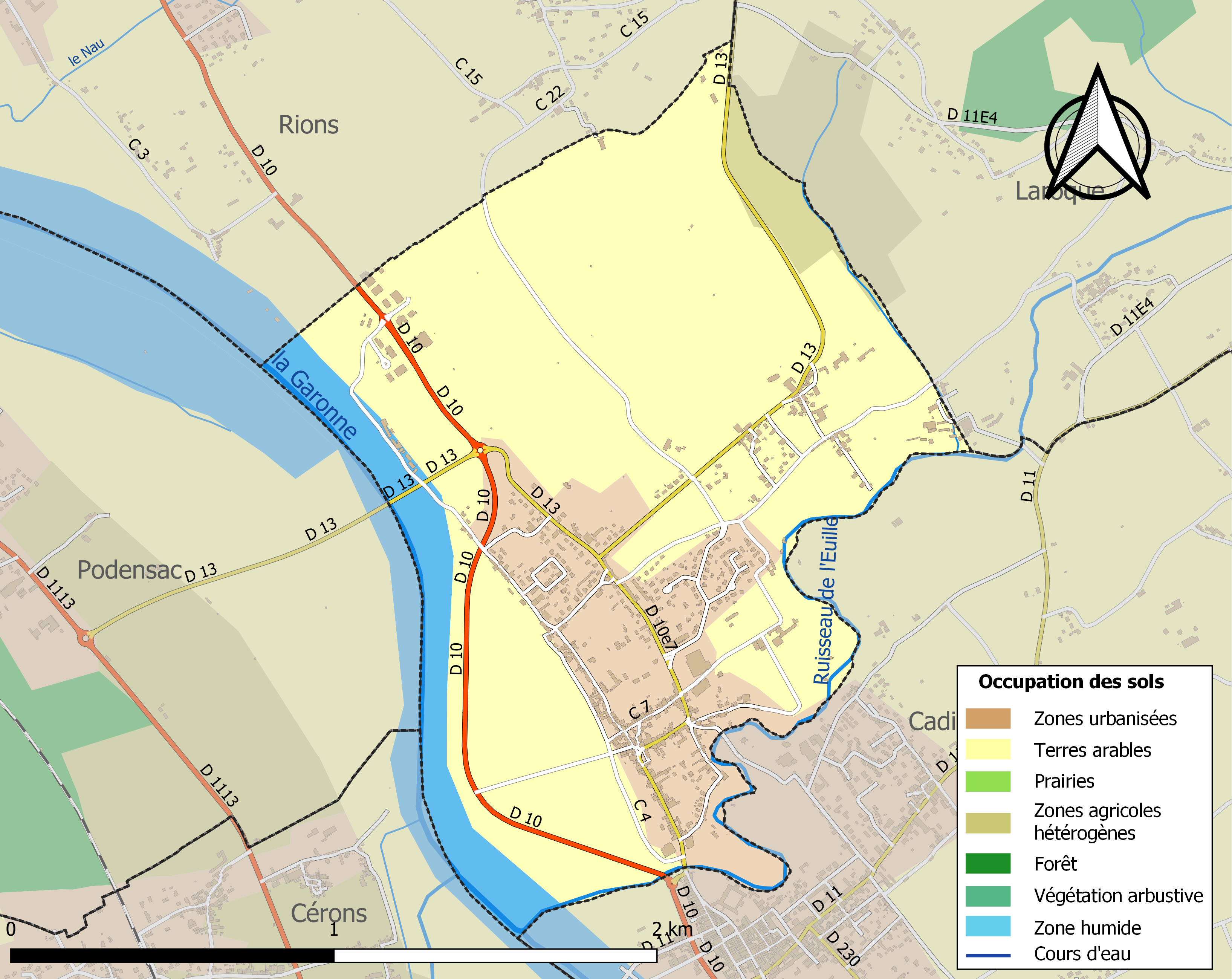
Kaart van de gemeente met belangrijkste infrastructuur, bodemgebruik en omliggende gemeenten

## Demografie
Onderstaande figuur toont het verloop van het inwonertal (bron: INSEE-tellingen).